# Beautiful Now
"Beautiful Now" là bài hát của nghệ sĩ người Đức gốc Nga Zedd, với sự góp giọng của ca sĩ người Mỹ Jon Bellion từ album phòng thu thứ hai của Zedd, True Colors. Bài hát do Zedd, Bellion, Antonina Armato, Tim James và Desmond Child sáng tác, được phát hành ngày 13 tháng 5 năm 2015. Bài hát là một thành công tiếp theo của Zedd và đã lọt vào nhiều bảng xếp hạng trên thế giới.

## Thông tin
Ngày 8 tháng 5 năm 2015, trong một buổi biểu diễn để quảng bá cho album True Colors của mình tại Shedd Aquarium, Chicago, Illinois, Mỹ, Zedd đã chơi bài hát "Beautiful Now". Năm ngày sau anh thông báo sẽ phát hành bài hát này làm đĩa đơn tiếp theo trên iTunes. Vài tiếng trước khi ca khúc ra mắt, anh đăng dòng tweet mô phỏng nhạc beat phần điệp khúc của bài hát: "BAH BAH BAH BABABAH BAH BAH BABABAH BAH BAH BAH BABABAH BABABABA"
"Beautiful Now" là một ca khúc thể loại progressive house viết ở khóa D trưởng, tốc độ 128 bmp.

## Video âm nhạc
Video của "Beautiful Now" phát hành ngày 11 tháng 6 năm 2015, đạo diễn là Jodeb.

## Danh sách bài hát
- Đĩa CD và download nhạc số[4]

1. "Beautiful Now (hợp tác với Jon Bellion)" – 3:38

- Remix[5]

1. "Beautiful Now (hợp tác với Jon Bellion) [Dirty South Remix]" – 3:18

- Remixes – EP[6]

1. "Beautiful Now (Zonderling Remix)" – 3:55
2. "Beautiful Now (Marshmello Remix)" – 3:15
3. "Beautiful Now (KDrew Remix)" – 4:00
4. "Beautiful Now (Dirty South Remix)" – 3:19
5. "Beautiful Now (Charlie Darker Remix)" – 4:15

- Remix[7]

1. "Beautiful Now (hợp tác với Jon Bellion) [Dirty South Remix]" – 2:53

## Bảng xếp hạng
| Bảng xếp hạng (2015)                      | Vị trí cao nhất |
| ----------------------------------------- | --------------- |
| Argentina (Los 40 Principales)            | 1               |
| Bỉ (Ultratip Flanders)                    | 33              |
| Bỉ Dance (Ultratop Flanders)              | 27              |
| Bỉ (Ultratip Wallonia)                    | 17              |
| Bỉ Dance (Ultratop Wallonia)              | 32              |
| Canada (Canadian Hot 100)                 | 15              |
| Pháp (SNEP)                               | 190             |
| Liban Top 20                              | 5               |
| Hà Lan (Single Top 100)                   | 91              |
| Hà Lan Dance (Dance Top 30)               | 24              |
| Ba Lan (Polish Airplay Top 100)           | 11              |
| Hoa Kỳ Billboard Hot 100                  | 64              |
| Hoa Kỳ Dance Club Songs (Billboard)       | 1               |
| Hoa Kỳ Dance/Mix Show Airplay (Billboard) | 3               |
| Hoa Kỳ Pop Airplay (Billboard)            | 15              |

## Chứng nhận
| Quốc gia | Chứng nhận | Số đơn vị/doanh số chứng nhận |
| --- | ---------- | ----------------------------- |
| Ý (FIMI) | Vàng       | 25.000‡                       |
| Ba Lan (ZPAV) | Bạch kim   | 20.000‡                       |
| Hoa Kỳ (RIAA) | Vàng       | 500.000‡                      |
| * Chứng nhận dựa theo doanh số tiêu thụ. ^ Chứng nhận dựa theo doanh số nhập hàng. ‡ Chứng nhận dựa theo doanh số tiêu thụ và phát trực tuyến. |            |                               |